# Джон Кончак
Джон Френсіс Кончак (англ. Jon Francis Koncak, нар. 17 травня 1963, Сідар-Рапідс, Айова, США) — американський професіональний баскетболіст, що грав на позиції центрового за декілька команд НБА. Гравець національної збірної США. Олімпійський чемпіон 1984 року.

## Ігрова кар'єра
На університетському рівні грав за команду СМУ (1981–1985). 
1985 року був обраний у першому раунді драфту НБА під загальним 5-м номером командою «Атланта Гокс». Захищав кольори команди з Атланти протягом наступних 10 сезонів.
Другою і останньою ж командою в кар'єрі гравця стала «Орландо Меджик», до складу якої він приєднався 1995 року і за яку відіграв один сезон.
Більшість часу своєї кар'єри був резервним центровим своїх команд. Запам'ятався тим, що 1989 року підписав шестирічний контракт з «Атлантою» на суму 13 млн. доларів — безпрецедентна сума для рольового гравця того часу. Через це отримав прізвисько Джон Контракт, що співзвучно з його ім'ям.